# Luisa Campos
Luisa Campos (Madrid, 1864-Barcelona, 5 de julio de 1946) fue una actriz cómica y tiple española. Su gracia en los papeles castizos del «género chico» le dieron el apodo de "la chula del mantón".

## Biografía

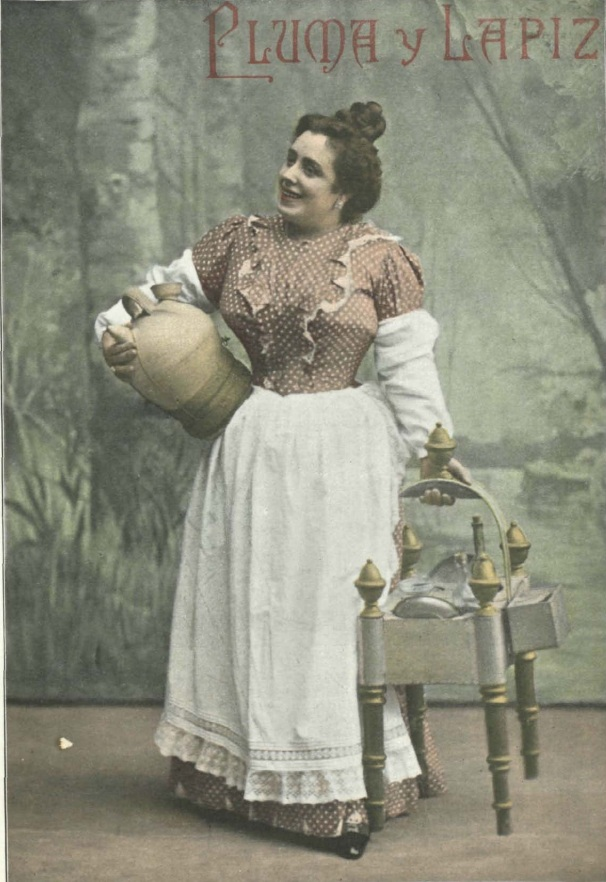
Luisa Campos en la zarzuela Agua, azucarillos y aguardiente; fotografía de Audouard y portada de la revista Pluma y Lápiz nº 59 (1901).

Iniciada en la interpretación desde muy corta edad, tras estrenarse en el Teatro Variedades, trabajó en populares teatros madrileños como el Martín, el Maravillas, el Apolo (1889-1894) y el Eslava.
Su popularidad quedó asociada a las zarzuelitas del Teatro Apolo, con clásicos como La verbena de la Paloma (1894), uno de los mayores exponentes del , en la que interpretaba a la protagonista, Susana. Otros éxitos en ese campo fueron La Revoltosa, La leyenda del monje, La caza del oso, El señor Luis el Tumbón, Las campanadas, Los descamisados (de entre un centenar de piezas).
Entrado el siglo XX, su popularidad, como la de la propia zarzuela, fue decreciendo hasta su retirada definitiva. Murió octogenaria en su casa de la barriada de San Gervasio, en Barcelona, el 5 de julio de 1946.